# Alexander Fuller-Acland-Hood (1er baron St Audries)
Alexander Fuller-Acland-Hood (26 septembre 1853 – 4 juin 1917) est un homme politique britannique du Parti conservateur. Il est secrétaire parlementaire du Trésor (whip en chef) sous Arthur Balfour de 1902 à 1905.

## Jeunesse
Il est le fils de Sir Alexander Fuller-Acland-Hood, 3e baronnet, et de sa femme Isabel, fille de Sir Peregrine Palmer-Fuller-Acland, 2e baronnet. Il est un descendant d'Alexander Hood, oncle de Samuel Hood (1er vicomte Hood) et Alexander Hood (1er vicomte Bridport). Il succède à son père comme baronnet en 1892. En 1905, il succède également à son parent en tant que 6e baronnet de Hartington Hall .

## Carrière politique
Il siège comme député de Wellington, Somerset de 1892 à 1911 . Il est nommé vice-chambellan de la Maison sous Lord Salisbury en 1900, un poste qu'il occupe jusqu'en 1902, puis est secrétaire parlementaire du Trésor (whip en chef) sous Arthur Balfour d'août 1902 à 1905. Il est admis au Conseil privé en 1904 et élevé à la pairie en tant que baron St Audries, de St Audries dans le comté de Somerset, en 1911.

## Famille
Lord St Audries épouse lMildred Rose Evelyn, fille de Dayrolles Eveleigh-de-Moleyns (4e baron Ventry), en 1888. Ils ont deux fils et deux filles. Il est décédé en juin 1917, à l'âge de 63 ans, et son fils aîné, Alexandre, lui succède. Lady St Audries est décédée en octobre 1949 .